# José Finat y de Bustos
José Finat y de Bustos (Madrid, 13 de septiembre de 1932) es un aristócrata español, presidente de la Diputación Provincial de Toledo durante el tardofranquismo y la Transición.

## Biografía
José María de la Blanca Finat y Bustos, hijo del conde de Mayalde, y de Casilda Bustos y Figueroa, duquesa de Pastrana,  nació un 13 de septiembre de 1932 en Madrid. Efectuó sus estudios de educación secundaria como alumno libre en El Castañar. Licenciado en Ciencias Químicas en la Universidad de Madrid, cursó estudios de posgrado en Alemania, Suecia y Francia. Desempeñó el cargo de diputado provincial de Madrid entre 1964 y 1970.
Tomó posesión del cargo de presidente de la Diputación Provincial de Toledo el 27 de julio de 1971, sustituyendo a Julio San Román Moreno. En calidad de presidente de la corporación provincial detentó el cargo de procurador en las Cortes franquistas entre 1971 y 1977. Finat, que cesó en el cargo de presidente de la diputación en 1977, se presentó en la lista de Alianza Popular para la circunscripción de Toledo en las elecciones democráticas de 1977, sin conseguir escaño.
Duque de Pastrana y marqués de Corvera con grandeza de España, también ostenta otros títulos nobiliarios.